# Bhikhiwind
Bhikhiwind é uma cidade e uma nagar panchayat no distrito de Amritsar, no estado indiano de Punjab.

## Demografia
Segundo o censo de 2001, Bhikhiwind tinha uma população de 10,269 habitantes. Os indivíduos do sexo masculino constituem 53% da população e os do sexo feminino 47%. Bhikhiwind tem uma taxa de literacia de 66%, superior à média nacional de 59.5%; a literacia no sexo masculino é de 71% e no sexo feminino é de 60%. 14% da população está abaixo dos 6 anos de idade.